# LIBSVM
LIBSVMおよびLIBLINEARは広く使われるオープンソースの機械学習ライブラリである。両方とも国立台湾大学で開発され、C言語APIを用いたC++で記述されている。LIBSVMはカーネル法を用いたサポートベクターマシン (SVM) の学習に使うSMOアルゴリズムを実装しており、分類と回帰に対応している。
LIBLINEARは線形SVMと、座標降下法アルゴリズムを用いて学習するロジスティック回帰を実装している。
両ライブラリは三条項BSDライセンスのもとでリリースされた自由ソフトウェアである。

## API
LIBSVM は、公式には、C++版とJava版の実装があり、C言語、Python、MATLAB、Octave の API が配布されている。その他、第三者から R, Perl, Ruby, Weka, Common LISP,  Haskell, OCaml, LabVIEW, PHP, .NET, Node.js, Scilab などのラッパーが配布されている。
LIBLINEAR は、公式には、C++版の実装があり、C言語、Python、MATLAB、Octave の API が配布されている。その他、第三者から Java, R, Perl, Ruby, Weka, Common LISP, Scilab などのラッパーが配布されている。

## 利用
両ライブラリのSVM学習コードは他のオープンソース機械学習ツールキットでしばしば再利用される。例えばGATE、KNIME、Orange、scikit-learnなどで再利用されている。